# Pithoascus schumacheri
Pithoascus schumacheri är en svampart som först beskrevs av Emil Christian Hansen, och fick sitt nu gällande namn av Arx 1973. Pithoascus schumacheri ingår i släktet Pithoascus och familjen Microascaceae.   Inga underarter finns listade i Catalogue of Life.